# Hosur, Yelbarga
Hosur là một làng thuộc tehsil Yelbarga, huyện Koppal, bang Karnataka, Ấn Độ.